# Каюмов Лакім Каюмович
Лакім Каюмович Каюмов (1933, с. Румон, ходжентской район, Таджицька РСР, СРСР — 1998) — радянський таджицький партійний і державний діяч, міністр закордонних справ Таджицької РСР (1989—1992).

## Життєпис
У 1955 році закінчив Ленінабадської педагогічний інститут, в 1966 р — Вищу партійну школу при ЦК КПРС, в 1970 р — Вищу дипломатичну школу МЗС СРСР.
У 1952—1961 рр. — викладач школи, завідувач відділом міського комітету комсомолу, інструктор, керівник лекторської групи, заступник завідувача відділом, секретар, перший секретар Ленінабадської обласного комітету ЛКСМ Таджикистану, 
У 1961—1970 рр. — інструктор Ленінабадської обласного комітету Компартії Таджикистану, в апараті ЦК Компартії Таджикистану, слухач Вищої дипломатичної школи МЗС СРСР, 
У 1970—1984 рр. — на дипломатичній роботі, 
У 1984—1989 рр. — завідувач відділом зарубіжних зв'язків ЦК КП Таджикистану, 
У 1989—1992 рр. — міністр закордонних справ Таджицької РСР (Республіка Таджикистан), 
У Січень-травень 1992 року — міністр зовнішніх зносин Республіки Таджикистан, 
У 1992—1994 рр. — постійний представник Республіки Таджикистан при ООН.
Депутат Верховної Ради Таджицької РСР 11-го скликання.

## Нагороди та відзнаки
- Нагороджений медалями та Почесною грамотою Верховної Ради Таджикистану.
- Дипломатичний ранг — Надзвичайний і Повноважний Посол (27.08.1992).